# Malmö Redhawks
Malmö Redhawks este un club de hochei pe gheață din Malmö, Suedia, fondat 28 februarie 1972. Între 1972-1996 s-a numit Malmö IF.

## Palmares
- Campioana Suediei:
  - Câștigătoare: 1992, 1994[1]